# لويغي كازيمير
لويغي كازيمير (بالألمانية: Luigi Kasimir)‏ هو مصمم مطبوعات ورسام نمساوي، ولد في 18 أبريل 1881 في بيتوج في سلوفينيا، وتوفي في 5 أغسطس 1962 في فيينا في النمسا.